# Ciclooctà
El ciclooctà és un cicloalcà de fórmula molecular (CH₂)₈. És un hidrocarbur incolor que en condicions normals es presenta en estat líquid. S'utilitza com a producte intermedi en la producció de matèries plàstiques, de fibres, d'adhesius i de recobriments.

## Conformació
La conformació s'ha estudiat àmpliament mitjançant mètodes computacionals. Hendrickson va observar que "el ciclooctà és, sens dubte, el cicloalcà conformacionalment més complex a causa de l'existència de molts confórmers d'energia molt similar". La conformació de pot-cadira (marcada "I" a la imatge) és el confórmer més estable. Aquesta conformació va ser confirmada més tard per Allinger i els seus ajudants. La conformació corona (marcada "II" a la imatge) és lleugerament menys estable. La conformació corona (estructura II) també és observada en molts altres compostos, com per exemple en el S₈, sofre elemental.
| Skeletal formulas of both conformations |                      |
| Ball-and-stick model                    | Ball-and-stick model |
| Conformació bot-cadira                  | Conformació corona   |

## Síntesi i reaccions
La ruta principal per a la síntesi química de derivats de ciclooctà implica la dimerització del butadiè, catalitzada per complexos de níquel (0) tals com el bis(ciclooctadiè) níquel (0) (Ni(COD)₂). Aquest procés proporciona, entre altres productes, 1,5-ciclopentadiè (COD), que pot ser hidrogenat.
El COD és àmpliament utilitzat per a la preparació de precatalitzadors per a la catàlisi homogènia. L'activació d'aquests catalitzadors amb H₂, produeix ciclooctà, que normalment es rebutja o crema:
C₈H₁₂ + 2 H₂ → C₈H16
El ciclooctà no participa en cap reacció química, excepte les que són típiques d'altres hidrocarburs saturats, la combustió i l'halogenació per radicals lliures. Treballs recents sobre funcionalització alcà, usant peròxids com ara peròxid de dicumil, han obert la possibilitat de modificar la naturalesa de la molècula, en certa manera, el que permet per exemple la introducció d'un grup fenil-amina.

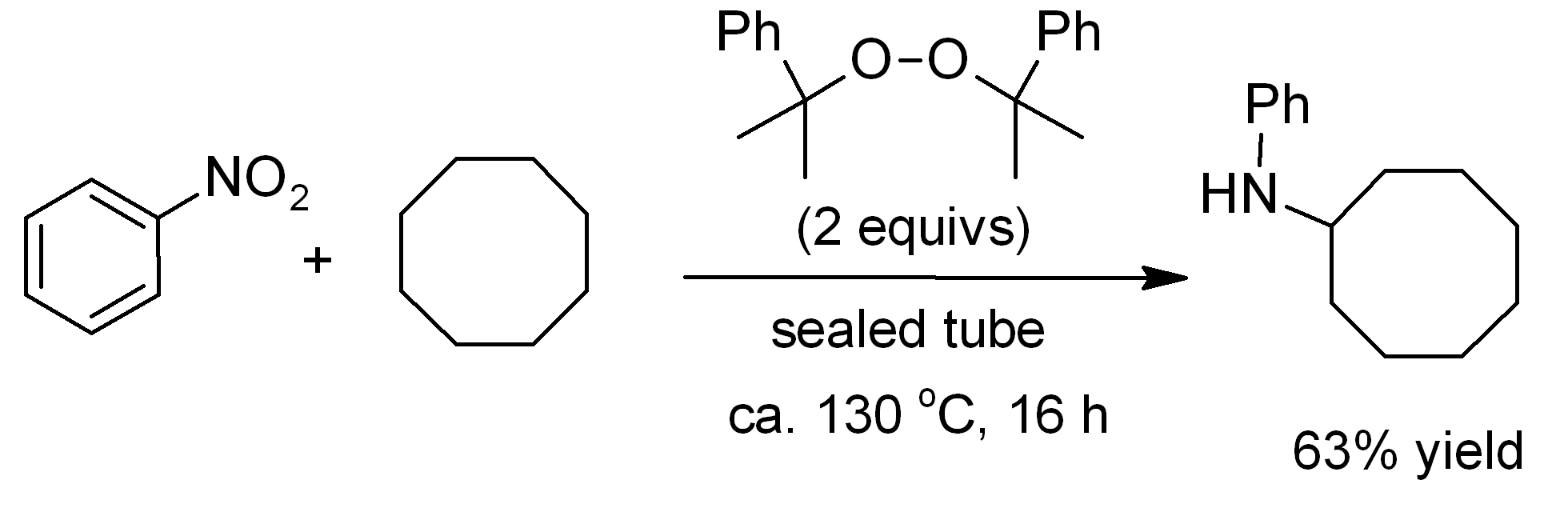
L'aminació del ciclooctà per nitrobenzè.

## Seguretat
El compost és inflamable. Pot causar dany pulmonar i és irritant per a la pell i les membranes mucoses. No hi ha dades que suggereixin propietats cancerígenes. No es considera perillós per al medi ambient.